# Louise Chandler Moulton
Ellen Louise Moulton, född Chandler den 10 april 1835 i Pomfret, Connecticut, död 10 augusti 1908 i Boston, Massachusetts, var en amerikansk författare.
Louise Moulton verkade som litteraturkritiker i New York Tribune och Boston Herald, skrev dikter (Poems 1876), noveller och reseskildringar samt var både i England och Amerika känd och uppskattad som litterärt inflytelserik och personligt hjälpsam.